# 木村治貴
木村 治貴（きむら はるき、1998年9月16日 - ）は、福岡県古賀市出身のプロサッカー選手。
モンテネグロ1部リーグ・OFKムラドスト・ドニャ・ゴリツァ所属。ポジションはフォワード。

## 来歴

### プロ入り前
8歳からサッカーを始める。11歳の時にFCバルセロナスクールの選抜メンバーとしてスペイン遠征を経験。東福岡高校を1年の途中で自主退学し、IMGアカデミーへ進学。IMGアカデミーでは卒業時にチームのMVP【最優秀選手賞】とPlayer of the year【年間最優秀選手賞】をダブル受賞。

### 大学時代〜プロ契約
大学時代はNCAA Division llの全米トーナメントに2度出場
最後の年はチームのキャプテンを務め【全米トーナメントベスト32】へ導き大学史上最高の成績を収めた。大学卒業後スイス1.Liga Classic所属のVevey-Sportsと契約。
その後モンテネグロ2部リーグ所属のFKインテルナツィオナルとプロ契約を結び2023年の前期シーズン背番号10番を務めた。
2024年1月にモンテネグロ1部リーグ所属のOFKムラドスト・ドニャ・ゴリツァへ移籍

## 所属クラブ
- 2011年 - 2013年 東福岡自彊館中学校
- 2013年 - 2013年 東福岡高等学校
- 2013年 - 2017年 IMGアカデミー
- 2017年 - 2022年 アッシュランド大学
- 2023年 - 2023年 Vevey-Sports
- 2023年 - 2024年 FKインテルナツィオナル
- 2024年 -  OFKムラドスト・ドニャ・ゴリツァ